# DragonFly BSD
DragonFly BSD (anglická výslovnost [ˈdrægənˌflai ˌbiːesˈdiː]) je svobodný UN*Xový operační systém vytvořený Mattem Dillonem v roce 2003 jako fork (odnož) operačního systému FreeBSD 4.8., jako reakce na nově připravovanou podporu multiprocessingu ve FreeBSD 5. Dillon, v té době dlouholetý vývojář FreeBSD (předtím vyvíjel software pro počítače Amiga, si uvědomoval slabá místa nově připravovaného FreeBSD, a tak začal pracovat na DragonFly BSD. Oznámil to na stránkách FreeBSD 16. června 2003.

## Historie
Dillon začal pracovat na DragonFly BSD v přesvědčení, že metody a techniky pro thready a symetrický multiprocesing, které byly zpracovány už ve FreeBSD 5, by mohly vést k ochuzenější podobě systému, který by byl velmi obtížný k udržování. Usiloval o opravení těchto problémů uvnitř projektu FreeBSD. Kvůli pokračujícím konfliktům s ostatními vývojáři od FreeBSD o implementaci jeho myšlenek, kvůli dalším důvodům a hlavně kvůli jeho myšlence přímo změnit kód FreeBSD, byl nakonec odvolán. I díky tomu, DragonFly BSD a FreeBSD projekty pracují navzájem společně právě s přispěním oprav chyb, aktualizací ovladačů a dalších zdokonalení systému.
Zamyslíme-li se nad „logickým pokračováním FreeBSD řady 4.x“, je DragonFly BSD vyvinutý v úplně jiném směru z FreeBSD 4.8, včetně implementace nových Light Weight Kernel Threads (LWKT) a s light weight ports/messaging systémem. Mnoho konceptů plánovaných pro DragonFly BSD bylo inspirováno AmigaOSem.

## Kernel design
Jako většina moderních kernelů, představuje DragonFly BSD systém s hybridním jádrem, obsahující rysy jak monolitického jádra, tak i mikrojádra, a pokouší se o nejlepší použití obou technologií, například jako je schopnost mikrojader umožňující větší části operačního systému přinášet prospěch z chráněné paměti, podobně jako zachovávání rychlosti monolitických kernelů pro jisté kritické úkoly. Byl zde vylepšen systém odesílání zpráv, který je nyní podobný těm, které se nacházejí v mikrojádrech, jako je například Mach 3, ačkoli je zde méně složitý design. Podsystém zasílání zpráv v DragonFly BSD má schopnost, aby pracoval buď v synchronním nebo asynchronním módu a snaží se této skutečnosti využít k tomu, aby dosáhl nejlepšího možného výkonu v dané situaci. DragonFly BSD 2.2 tak podává vyšší SMP (symetrický multiprocesing) výkon, než FreeBSD 7.0 systémy.

## DragonFly BSD

### Verze 6.4.1 a 6.4.2
Dne 9. května 2025 byla vydána převážně opravná verze DragonFly BSD verze 6.4.2. Opravuje chybu způsobující chybu typu kernel panic vedoucí k poškození uživatelských procesů, opravuje hlášení počtu cylindrů blokových zařízení VirtIO, několik oprav FDISK a další opravy. DragonFlyBSD Digest uvádí, že DragonFlyBSD 6.4.2 vám pomůže především v případě, že používáte QEMU, webový prohlížeč Chrome/Chromium nebo používáte sítě IPv6.
Dne 30. dubna 2025 byla vydána DragonFly BSD verze 6.4.1. Řada 6.4 má hardwarovou podporu pro hypervizory typu 2 s NVMM, ovladač amdgpu, experimentální možnost vzdáleného připojení svazků HAMMER2 a mnoho dalších změn. Verze 6.4.1 přináší mnoho oprav chyb a přidání ovladačů.

### Verze 6.4
Tato verze vyšla 30. prosince 2022. Ve verzi nepřibylo mnoho nových funkcí, ale zato bylo provedeno mnoho oprav, kvůli kterým se uživatelům doporučuje upgradovat, zvláště kvůli jedné známé lokální zranitelnosti jádra, která zde také byla opravena. Další přínos této verze DragonFly BSD spočívá v široké škále oprav jádra operačního systému. Také bylo provedeno mnoho oprav souborového systému HAMMER2 a přidána podpora HAMMER2 do nástroje makefs. Nástroj DSynth byl aktualizován na novou verzi metadat a přidal nové možnosti konfigurace, direktivy atd. Poněkud starší kompilátor GCC 8 zůstává výchozím systémovým kompilátorem pro DragonFly BSD 6.4.

### Verze 6.2.2
Tato verze, která vyšla 9. června 2022 je zejména opravná, tedy zahrnuje mezitím avizované opravy chyb a další vylepšení. Je k dispozici i v ISO obraze.
Vydání master i release mají nyní opravy pro poměrně vážnou, ale specializovanou chybu souborového systému HAMMER2. Příslušné aktualizace jsou doporučeny, pokud připojujete více než jedno stejné blokové zařízení PFS, nebo pokud pravidelně spouštíte věci, které generují hodně zápisu do souborového systému.
Byla také opravena druhá chyba v jádře DragonFly BSD, která se týkala systémů, které zpracovávají mnoho (řádově milióny) souborů a adresářů, které jsou v relativně hlubokých adresářových stromech. Příslušné opravy je možné získat již nyní, za použití upgrade systému. Byly důkladně testovány.

### Verze 6.2.1
Tato verze z 9. ledna 2022 je další v řadě DragonFly BSD 6.x. Má hardwarovou podporu pro hypervizory typu 2 s NVMM, ovladač pro AMD GPU, která se tak dostává na úroveň Linuxu 4.19. Dále je přítomna experimentální schopnost vzdáleného připojení svazků HAMMER2 a mnoho dalších změn.

### Verze 6.0.1
Hlavním důvodem této aktualizace z 12. října 2021 je vypršení platnosti certifikátu Let’s Encrypt, který by způsoboval problémy při stahování binárních souborů dpkg. Dále bylo implementováno několik věcí ohledně rour (pipeline) a bylo opraveno několik chyb jádra. Byl opět vylepšen souborový systém HAMMER2. Dále bylo odstraněno několik drobných chyb.

### Verze 6.0
Toto vydání z 10. května 2021 přináší vylepšený systém ukládání do mezipaměti VFS, významné aktualizace dsynthu, vylepšení práce s pamětí, včetně její menší fragmentace, různé aktualizace souborového systému včetně HAMMER2 a dlouhý seznam aktualizací uživatelského prostoru (netýkající se jádra DragonFly BSD).

### Verze 5.8.2 a 5.8.3
Tato vydání z 23. a 24. září 2020 přinášejí velké množství vylepšení a opravují hodně chyb, zejména pro souborový systém HAMMER2 a update Bzip2. Dále opravuje větší množství minoritních chyb kernelu.

### Verze 5.8.1
Toto vydání z 5. června 2020 je sice malé, ale přesto výrazně optimalizuje jádro a opravuje několik závažnějších chyb, hlavně modulu nmalloc.

### Verze 5.2
Tato verze překladače GCC přidala oficiální podporu DragonFly BSD pro architektury procesorů i386 a x86-64.

### Verze 5.0
Toto vydání je první nesoucí opravné záplaty na Spectre a Meltdown. K dalším novinkám patří podpora souborového systému HAMMER2 atd. Aktuálně DragonFly BSD podporuje až 64 TiB RAM i GPU integrovaná v procesorech Intel Coffee Lake.

## Související systémy

### GNU – GNU GPL (licence)
- Free Software Foundation (FSF) – organizace (nadace), která zastřešuje Projekt GNU
  - Projekt GNU – projekt původně Richarda Stallmana, který má za cíl vyvinout kvalitní a svobodný operační systém – GNU
    - GNU GPL – licence napsané Richardem Stallmanem a dalšími, k uskutečnění cílů Projektu GNU
      - GNU Hurd – svobodný operační systém založený na mikrokernelu GNU Mach, vyvíjený Projektem GNU
      - KataOS – svobodný operační systém od Google založený na mikrokernelu seL4[41][42][43]
      - Linux (jádro) – jádro svobodného operačního systému, vyvíjené Linux Foundation; modulární monolitické jádro
      - Linux-libre – jádro svobodného operačního systému, vyvíjené dcerou FSF (FSFLA), fork Linux (jádro); modulární monolitické jádro

### BSD – BSD licence
- Berkeley Software Distribution – obchodní organizace při University of California, Berkeley, která vyvinula licenci BSD a používala pro práce nad operačním systémem BSD Unix.
  - BSD licence – licence organizace BSD, která používala pro BSD Unix a odvozená díla
    - FreeBSD – svobodný operační systém, který vznikl z BSD Unixu; modulární monolitické jádro
    - DragonFly BSD – svobodný operační systém, fork FreeBSD 4.8 s hybridním jádrem
    - NetBSD – svobodný operační systém, který vznikl z BSD Unixu (před FreeBSD); modulární monolitické jádro
    - OpenBSD – svobodný operační systém, fork NetBSD zaměřený na bezpečnost; monolitické jádro
    - MINIX 3 – svobodný operační systém; mikrojádro navržené a vytvořené profesorem jménem Andrew S. Tanenbaumem; kompatibilita s NetBSD